# هاري سنايدر
هاري روسكو سنايدر (بالإنجليزية: Harry R. Snyder)‏ هو شخصية أعمال أمريكي، ولد في 9 سبتمبر 1913 في فانكوفر في كندا، وتوفي في 14 ديسمبر 1976 بسبب سرطان الرئة.

## وصلات خارجية
- هاري سنايدر على موقع إن إن دي بي (الإنجليزية)